# Сібуя Тейске
Сібуя Тейске (яп. 渋谷定輔 (しぶや　ていすけ), 12 жовтня 1905 — 3 січня 1989) — японський поет і громадський діяч.

## Біографія
Сібуя Тейске народився 12 жовтня 1905 року у селі Мінамата, розташованому на сході острова Хонсю.

## Творчість
Основна тема творів Т. Сібуя — доля бідного селянства.
Ще у 1920-і роки зацікавився творчістю Т. Шевченка. Життя українського поета і його творчість справили на Т. Сібуя глибоке враження. Його збірка «Голос полів» («Нора-ні сакебу». Токіо, 1926) вийшла з присвятою Шевченкові. В новому, доповненому виданні її («Голос полів» («Тейхон. Нора-ні сакебу». Токіо, 1964)) він вмістив вірш, присвячений українському поетові. Разом з С. Комацу, Т. Кіносіта, Х. Тадзава і Т. Мураї брав участь у виданні першої в Японії збірки творів Шевченка «Як умру…» (わたしが死んだら―シェフチェンコ詩集 (1964年), Токіо, 1964), куди ввійшло 26 перекладів, зроблених цими перекладачами. Т. Сібуя було здійснено загальну редакцію всієї книжки й післямови до неї, крім того, йому належить поетична обробка «Заповіту», «Думки» («Вітре буйний, вітре буйний!») та поем «Наймичка» і «Сон» («У всякого своя доля»). Т. Сібуя написав статті «Шевченко — селянський поет-демократ» у журналі «Сін ніхон бунгаку» («Нова японська література», 1961, № 3) та «Чую пісні України» в газеті «Літературна Україна» (1965, 9.III).